# CAC IT 20
Le CAC IT 20 (QS0010989091) est un indice boursier proposé par Euronext du 29 mars 2000 au 21 mars 2011. Il était basé sur vingt valeurs technologies cotées à la bourse de Paris, sur le modèle du NASDAQ américain.

## Composition de l'indice
La liste suivante est l'ensemble des vingt entreprises cotées au CAC IT 20, mis à jour le 2 décembre 2009.
| Société                 | Poids indiciel |
| ----------------------- | -------------- |
| Alcatel-Lucent          | 5.30           |
| Alstom                  | 10.61          |
| Atos Origin             | 1.39           |
| Capgemini               | 4.59           |
| Dassault Systèmes       | 2.40           |
| Eutelsat Communications | 1.80           |
| France Télécom          | 15.06          |
| Gemalto                 | 2.34           |
| Lagardère SCA           | 3.26           |
| Legrand                 | 1.83           |
| Neopost                 | 1.53           |
| Nexans                  | 1.16           |
| Publicis Groupe         | 3.53           |
| Safran                  | 2.31           |
| Schneider Electric      | 16.69          |
| SES S.A                 | 5.14           |
| STMicroelectronics      | 3.72           |
| TF1                     | 1.22           |
| Ubisoft                 | 0.61           |
| Vivendi Universal       | 15.51          |